# Хаймор, Джозеф
Джозеф Хаймор (англ. Joseph Highmore; 13 июня 1692, Лондон — 3 марта 1780, Лондон) — английский художник.

## Жизнь и творчество
Хаймор родился в Лондоне, был третьим сыном Эдварда Хаймора, торговца углем, и племянником художника Томаса Хаймора. Рано проявил способности к рисованию. Несмотря на желание стать художником, Дж. Хаймор по настоянию семьи изучает юриспруденцию и поступает в ученики на судебного клерка. В 17 лет юноша бросает это нелюбимое занятие и посвящает свой талант живописи. Обучался у Готфрида Кнеллера и Уильяма Чеселдена. За короткое время художник приобретает солидную репутацию и признание критики. В 1725 году он награждается орденом Бани и возводится в рыцари. В период с 1732 по 1734 годы художник совершает путешествие по Франции и Нидерландам, во время которого совершенствует своё искусство. Дж. Хаймор занимался живописью вплоть до глубокой старости.
Лучшими из полотен, созданных художником, считаются его работы по исторической тематике и библейской истории, написанные после его возвращения из Франции и с использованием полученных там знаний. Дж. Хаймор являлся также превосходным портретистом.
Его жена Сюзанна Хаймор (урожденная Хиллер) была поэтессой. Их сын Энтони Хаймор (1719–99) стал художником, а дочь, Сюзанна Данкомб (1725–28), стала поэтессой и художницей.

## Галерея

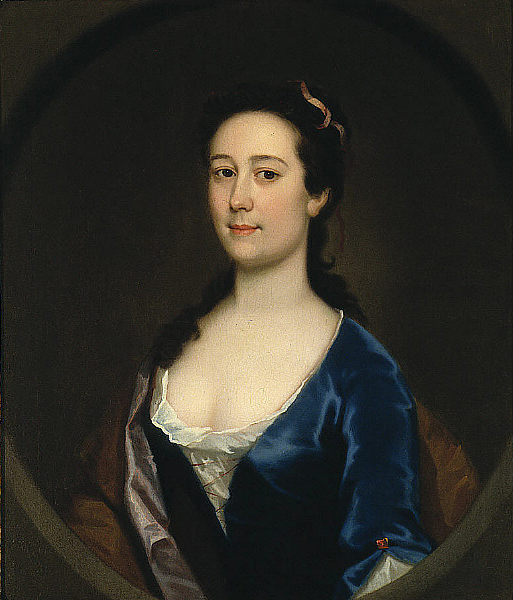
Портрет неизвестной (ок. 1755)
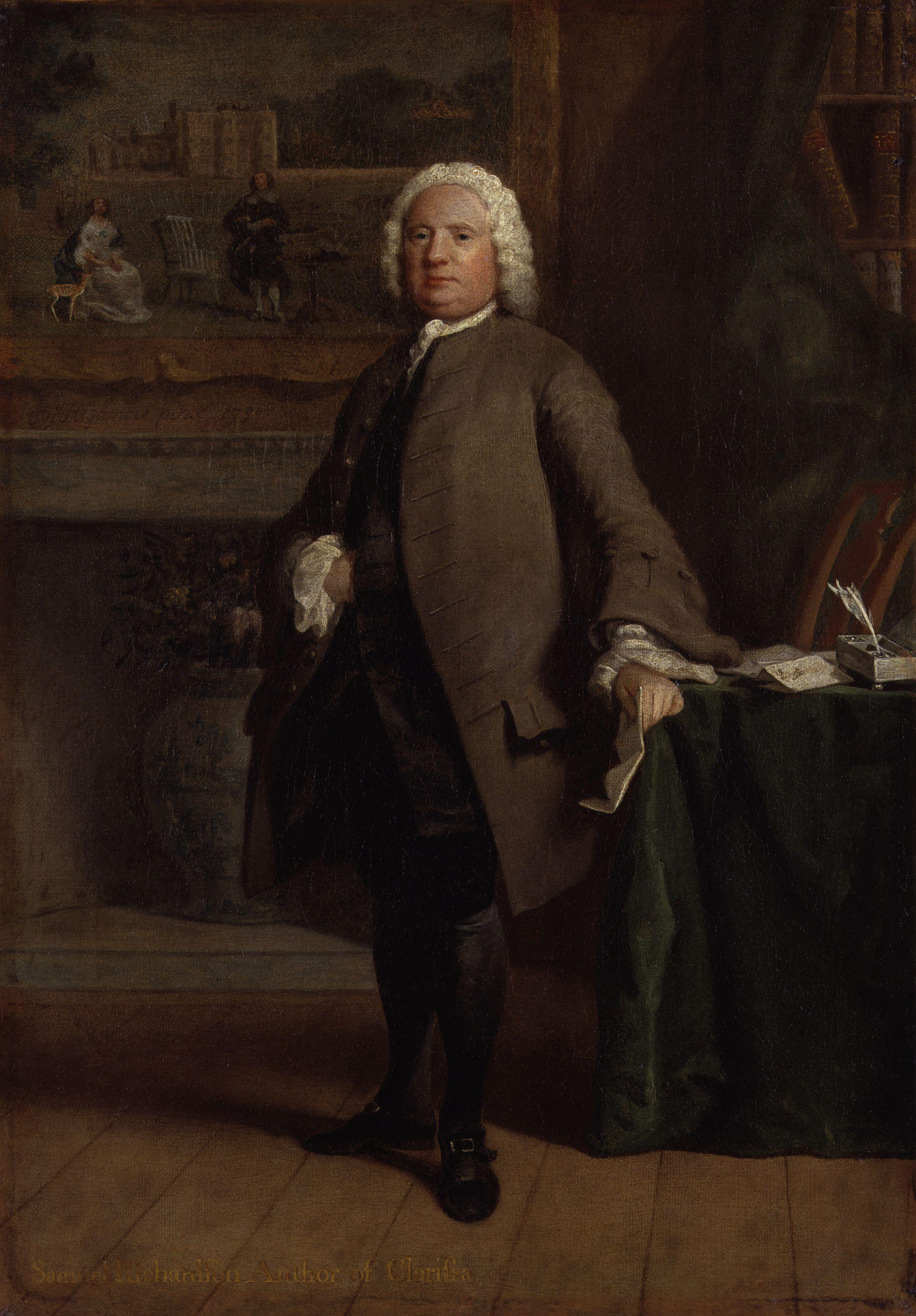
Портрет Сэмюэла Ричардсона
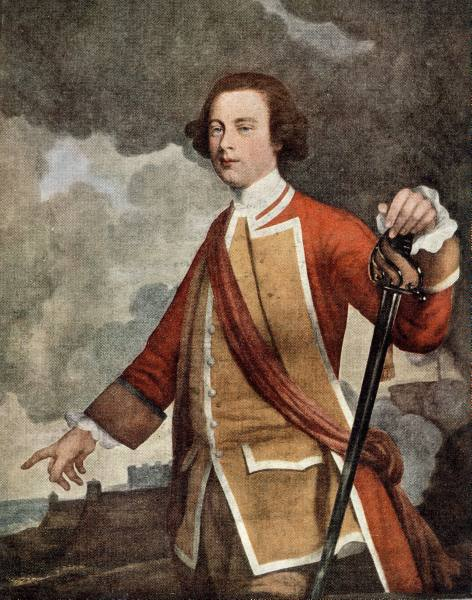
Портрет генерала Джеймса Вульфа
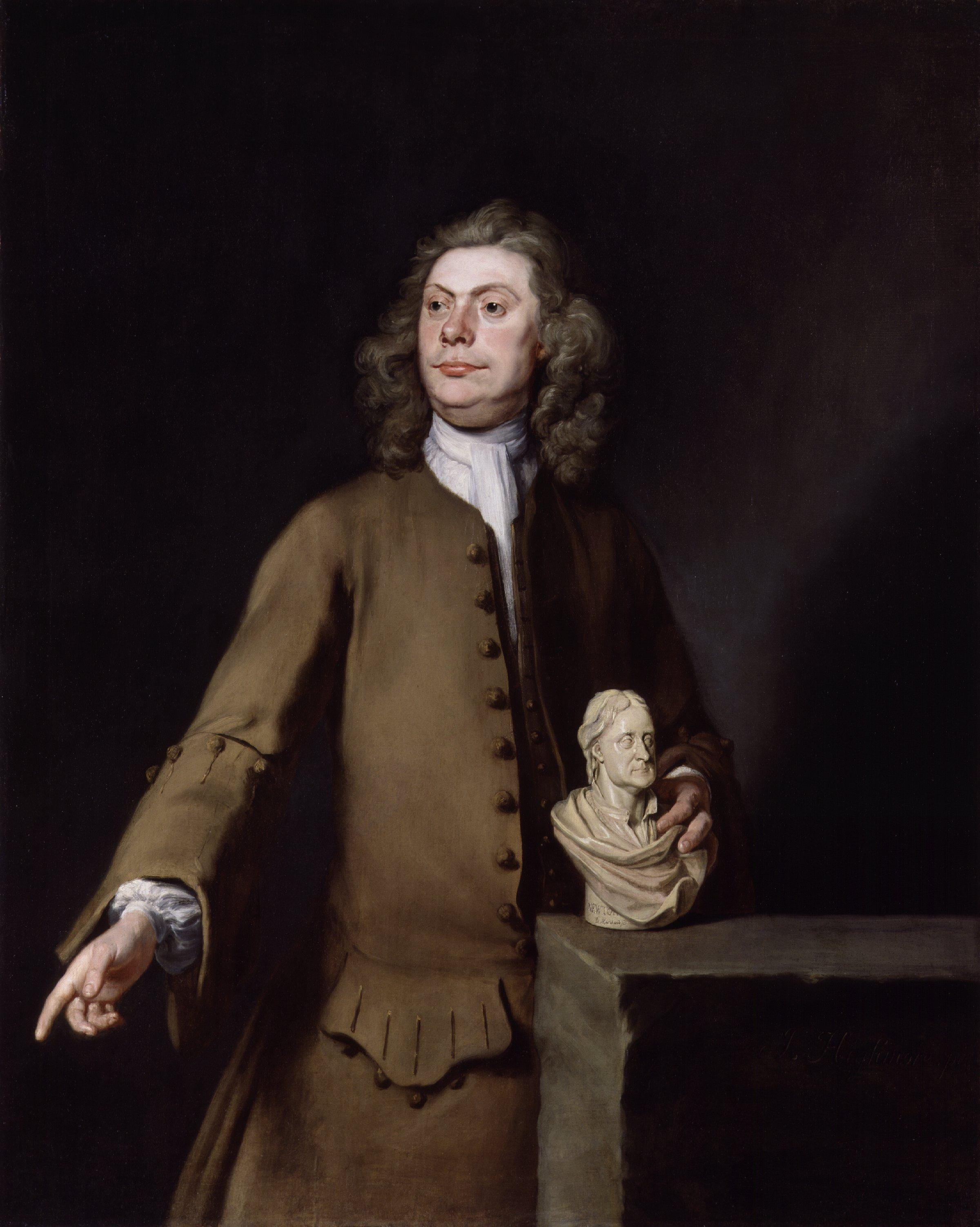
Портрет Давида Ле Маршана
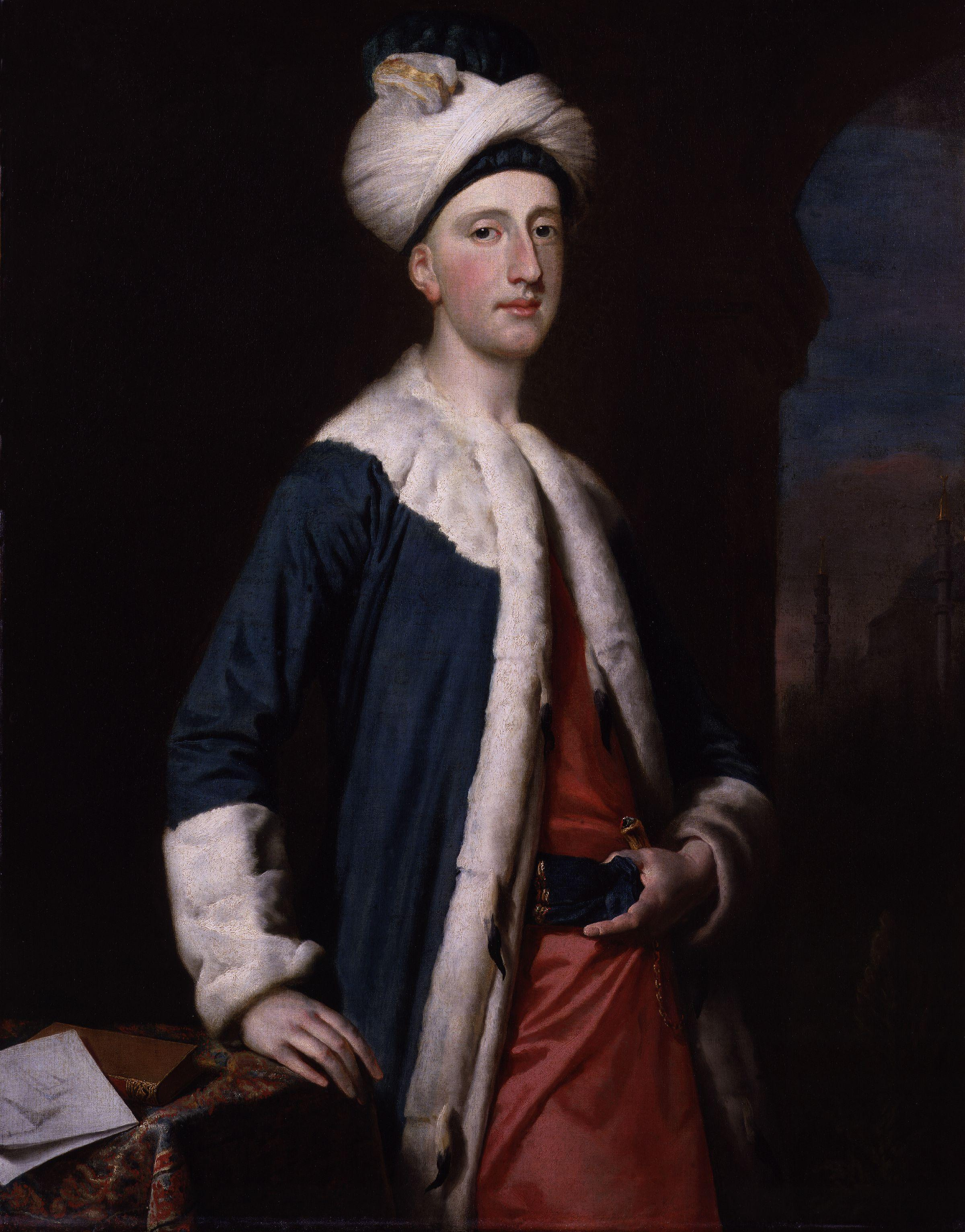
Портрет Джона Монтегю, 4-го графа Сэндвич
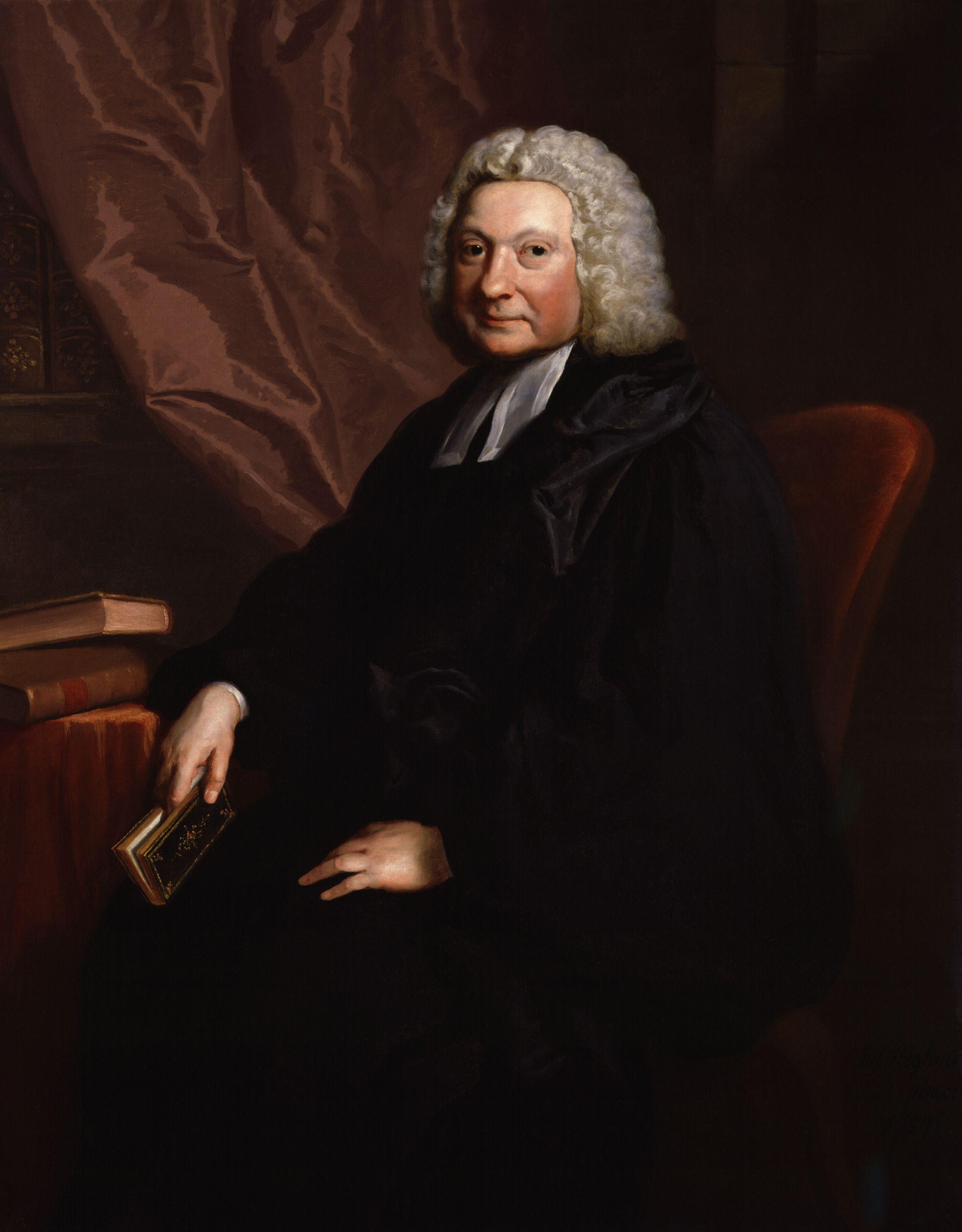
Портрет Генри Стеббинга
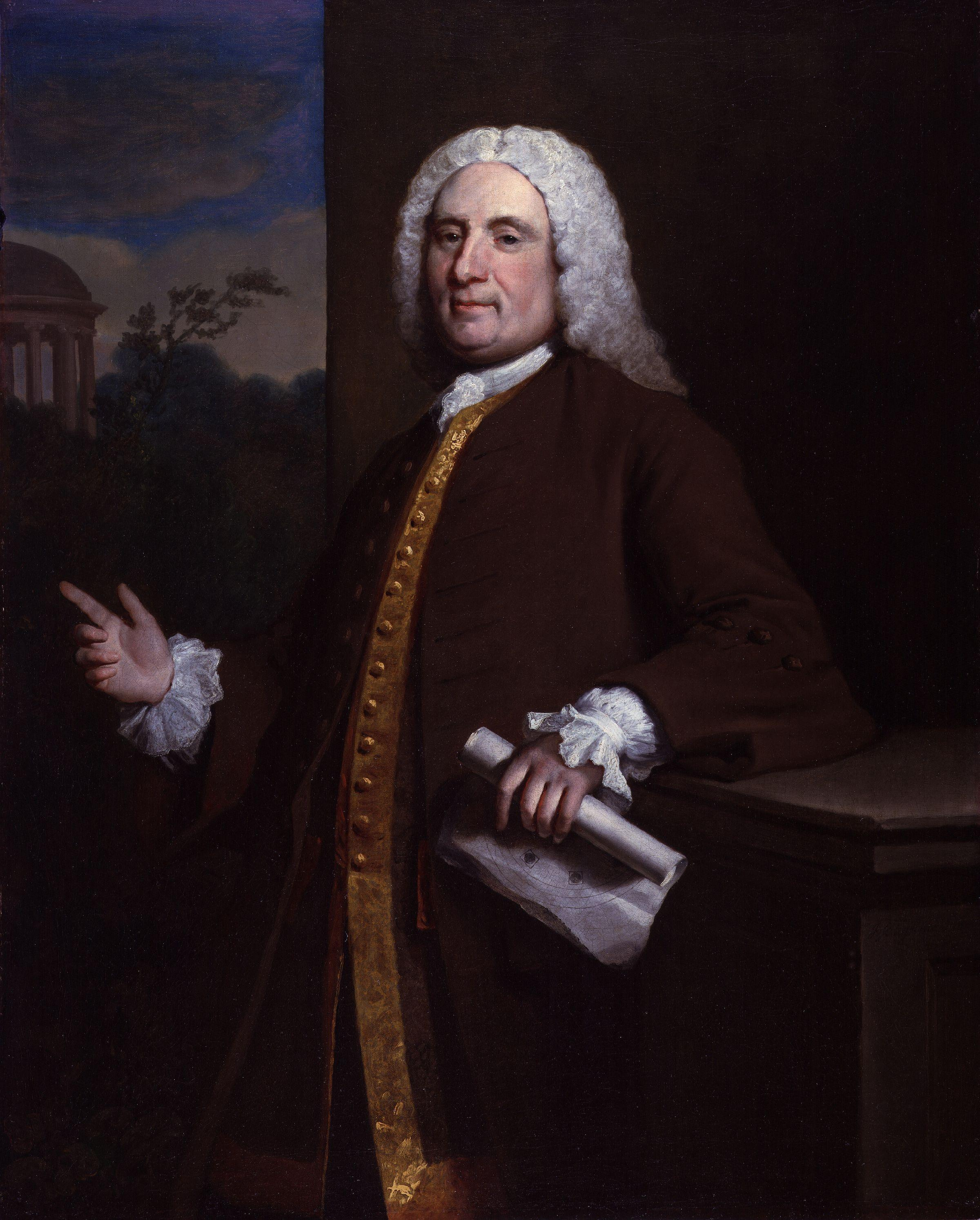
Портрет Томаса Рипли
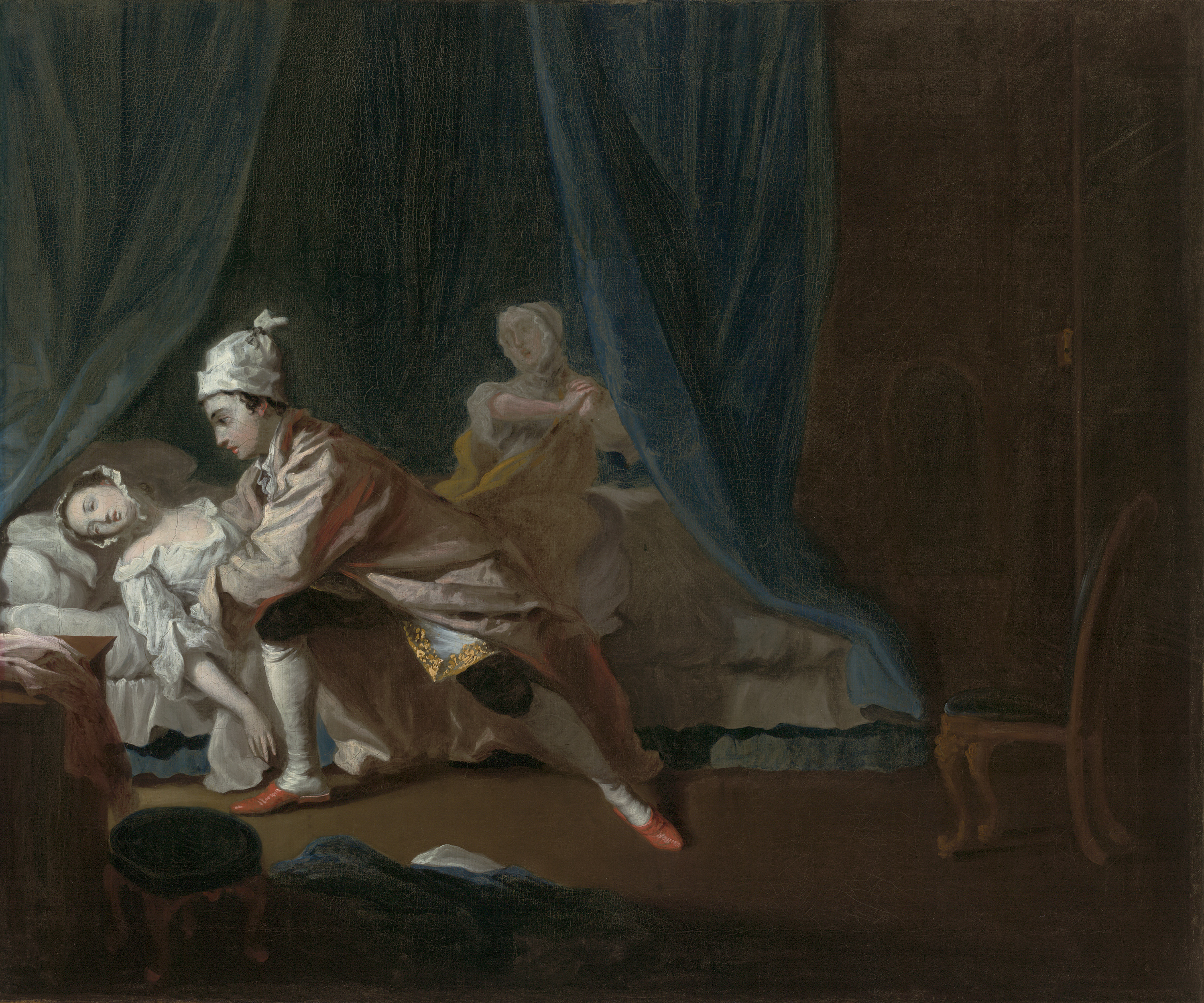
Обморок Памелы (апрель 1743)
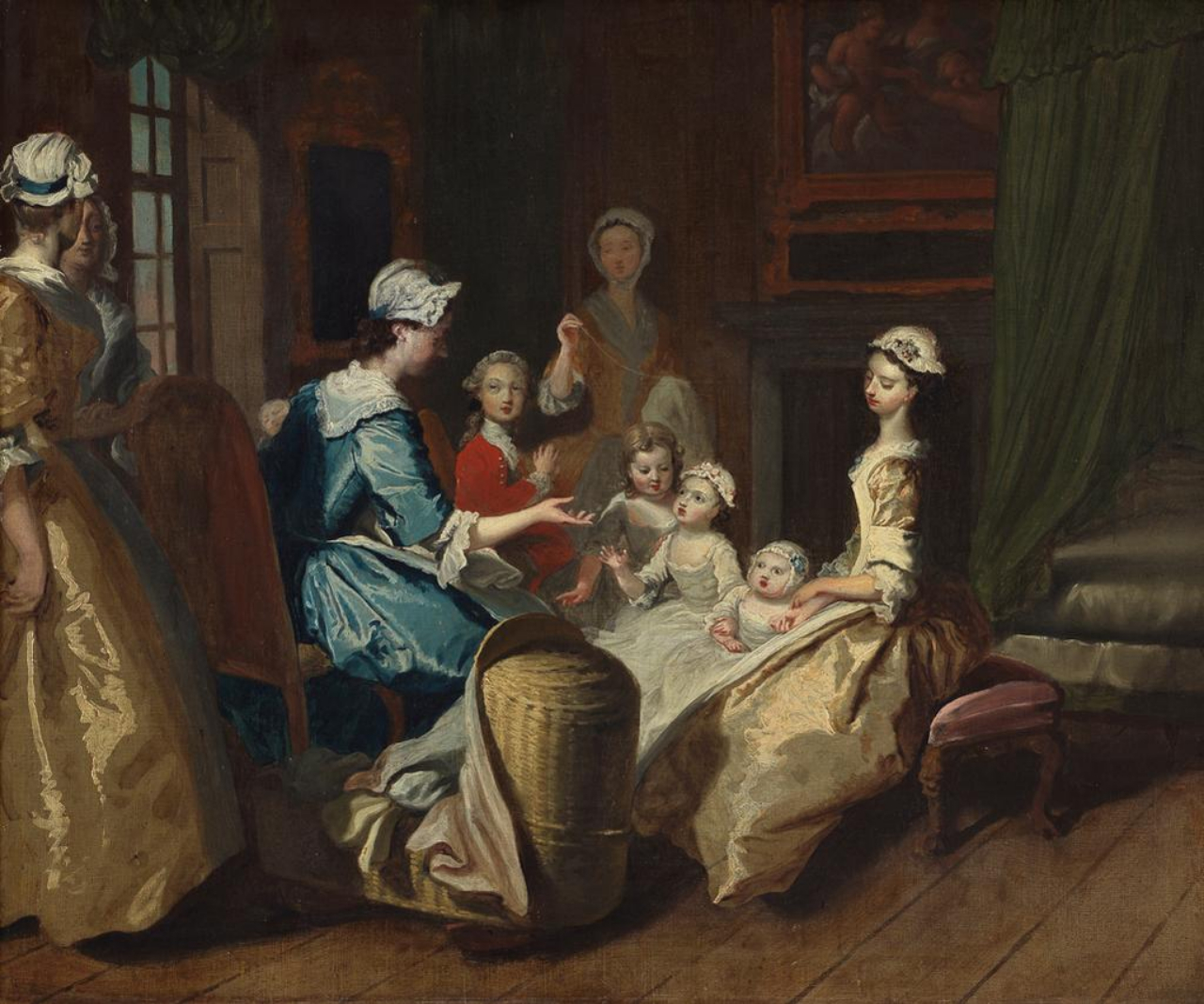
Памела рассказывает сказку.